# Kulturmagazin (DDR-Fernsehen)
Kulturmagazin war die Kultursendung des Fernsehens der DDR von 1973 bis 1990.

## Geschichte
Am 13. April 1973 wurde die erste Sendung des Kulturmagazins  ausgestrahlt. Gründer war Klaus Hilbig, der bald danach Leiter der Kulturredaktion des DDR-Fernsehens wurde. In dieser Zeit liberalisierte sich die Kulturpolitik in der DDR etwas nach der Machtübernahme von Erich Honecker.
Die Sendung wurde zunächst monatlich, seit 1977 14-täglich an verschiedenen Wochentagen gegen 21.00 Uhr ausgestrahlt. 1983 wechselte sie in das 2. Programm.
Das Kulturmagazin berichtete über kulturelle Themen wie Musik, Malerei, Theater, Literatur, Film und Kulturpolitik. Es behielt eine gewisse inhaltliche Eigenständigkeit und vermied weitestgehend starre ideologische Darstellungen.
1988 erhielt die Redaktion Kulturpolitik, die für die Sendung verantwortlich war, den Heinrich-Greif-Preis.  Zu den Mitarbeitern gehörten  Detlef Schrader, Bernd Langnickel, Carla Kalkbrenner,  Gabriele Conrad, Klaus Reichelt und Ute Geisler. Es wurden insgesamt 378 Sendungen ausgestrahlt.

## NachfolgesendungKontur
Ab dem 28. März gab es die Nachfolgesendung Kontur im (umbenannten) Deutschen Fernsehfunk mit 48 Folgen bis 1991. Sie wurde von Detlef Schrader, Carla Kalkbrenner und Gabriele Conrad moderiert.